# Томми, Присцила
Присцила Томми (англ. Priscila Tommy; 23 мая 1991, Эспириту-Санто) — вануатский игрок в настольный теннис, выступает за национальную сборную Вануату начиная с 2006 года. Двукратная чемпионка Южнотихоокеанских игр в Апиа, участница летних Олимпийских игр в Пекине.

## Биография
Присцила Томми родилась 23 мая 1991 года на острове Эспириту-Санто, Вануату. Играть в настольный теннис начала с раннего детства, проходила подготовку в теннисном клубе города Порт-Вила.
В 2006 году в возрасте 15 лет вошла в основной состав национальной сборной Вануату и побывала на Играх Содружества в Мельбурне, где заняла 11 место в женском командном разряде.
Первого серьёзного успеха на международном уровне добилась в сезоне 2007 года, когда на Южнотихоокеанских играх в Апиа завоевала сразу две золотые медали, одолев всех соперниц в одиночном и парном разрядах.
Благодаря череде удачных выступлений удостоилась права защищать честь страны на летних Олимпийских играх 2008 года в Пекине — попала в число участниц решением трёхсторонней комиссии. Являлась знаменосцем Вануату на церемонии открытия Игр. В итоге, выступая в женском одиночном разряде, уже в первом матче на предварительном этапе со счётом 0:4 потерпела поражение от словацкой теннисистки Эвы Одоровой и сразу же выбыла из борьбы за медали.
После пекинской Олимпиады Томми продолжила играть в теннис и осталась в составе национальной сборной Вануату, в частности в 2010 году планировалось её выступление на Играх Содружества в Дели. Затем она сделала достаточно длительный перерыв в своей спортивной карьере, уехала на малую родину, родила ребёнка.
Вернувшись в большой спорт в 2017 году, на домашних Тихоокеанских мини-играх в Порт-Вила завоевала золотые медали в женских одиночном и командном разрядах, тогда как в зачёте смешанных пар стала серебряной призёркой, уступив только паре Анолин Лулу и Йошуа Шин.
В 2018 году получила серебряную и бронзовую награды на чемпионате Океании, после чего отправилась выступать на Играх Содружества в Голд-Косте — соревновалась здесь в трёх дисциплинах, но ни в одной попасть в число призёров не смогла.